# Saxon Sharbino
Saxon Sharbino (Lewisville, 11 giugno 1999) è un'attrice statunitense.

## Biografia
Sharbino è nata a Lewisville, nel Texas, figlia di Ron e Angela Sharbino. Ha iniziato a recitare all'età di nove anni. Saxon è la sorella maggiore di Brighton Sharbino e Sawyer Sharbino. Nel 2013, lei e la sua famiglia si sono trasferiti a Los Angeles, in California.

## Carriera
Nota per la sua interpretazione in I Spit on Your Grave, un film di Steven R. Monroe, invece nel 2013 recita il ruolo di Amelia Robbins nella seconda stagione della serie Fox Touch. Nel 2015 prende parte a Poltergeist, remake del film omonimo, inoltre ottiene nel 2016 il ruolo di protagonista nel film Bedevil - Non installarla. Reciterà nel 2017 nel film Lei è la mia follia come protagonista.

## Filmografia

### Cinema
- Red White & Blue, regia di Simon Rumley (2010)
- Earthling, regia di Clay Liford (2010)
- I Spit on Your Grave, regia di Steven R. Monroe (2010)
- Cool Dog, regia di Danny Lerner (2010)
- Julia X, regia di P.J. Pettiette (2011)
- Trust Me, regia di Clark Gregg (2013)
- Poltergeist, regia Gil Kenan (2015)
- Bedevil - Non installarla (Bedeviled), regia di Abel Vang e Burlee Vang (2016)
- Urban Country, regia di Teddy Smith (2018)
- Beyond the Law - L'infiltrato (Beyond the Law), regia di James Cullen Bressack (2019)

### Televisione
- Friday Night Lights - serie TV, episodio 3x05 (2008) - non accreditata
- Rogue, regia di Brett Ratner - film TV (2012)
- Touch - serie TV, 13 episodi (2013)
- Love - serie TV, 4 episodi (2016-2017)
- Lei è la mia follia (Stalker's Prey), regia di Colin Theys - film TV (2017)
- Law & Order - Unità vittime speciali (Law & Order: Special Victims Unit) - serie TV, episodio 19x02 (2017)
- Freakish - serie TV, 9 episodi (2017)
- Lucifer - serie TV, episodio 3x04 (2017)
- American Vandal - serie TV, 5 episodi (2017)

## Doppiatrici italiane
Nelle versioni in italiano dei suoi film, Saxon Sharbino è stata doppiata da:
- Lucrezia Marricchi in Love
- Eva Padoan in Law & Order - Unità vittime speciali
- Emanuela Ionica in Bedevil - Non installarla
- Letizia Ciampa in Lei è la mia follia
- Elena Liberati in Touch